# TopSec GSM
TopSec GSM war in den 2000er-Jahren ein Kryptohandy, das vom Münchner Elektronikkonzern Rohde & Schwarz (R&S) in Zusammenarbeit mit der ebenfalls in München ansässigen Firma Siemens entwickelt, hergestellt und vertrieben wurde.
Es war das weltweit erste Kryptohandy, das in Serie gefertigt wurde und frei auf dem Markt angeboten wurde.

## Geschichte

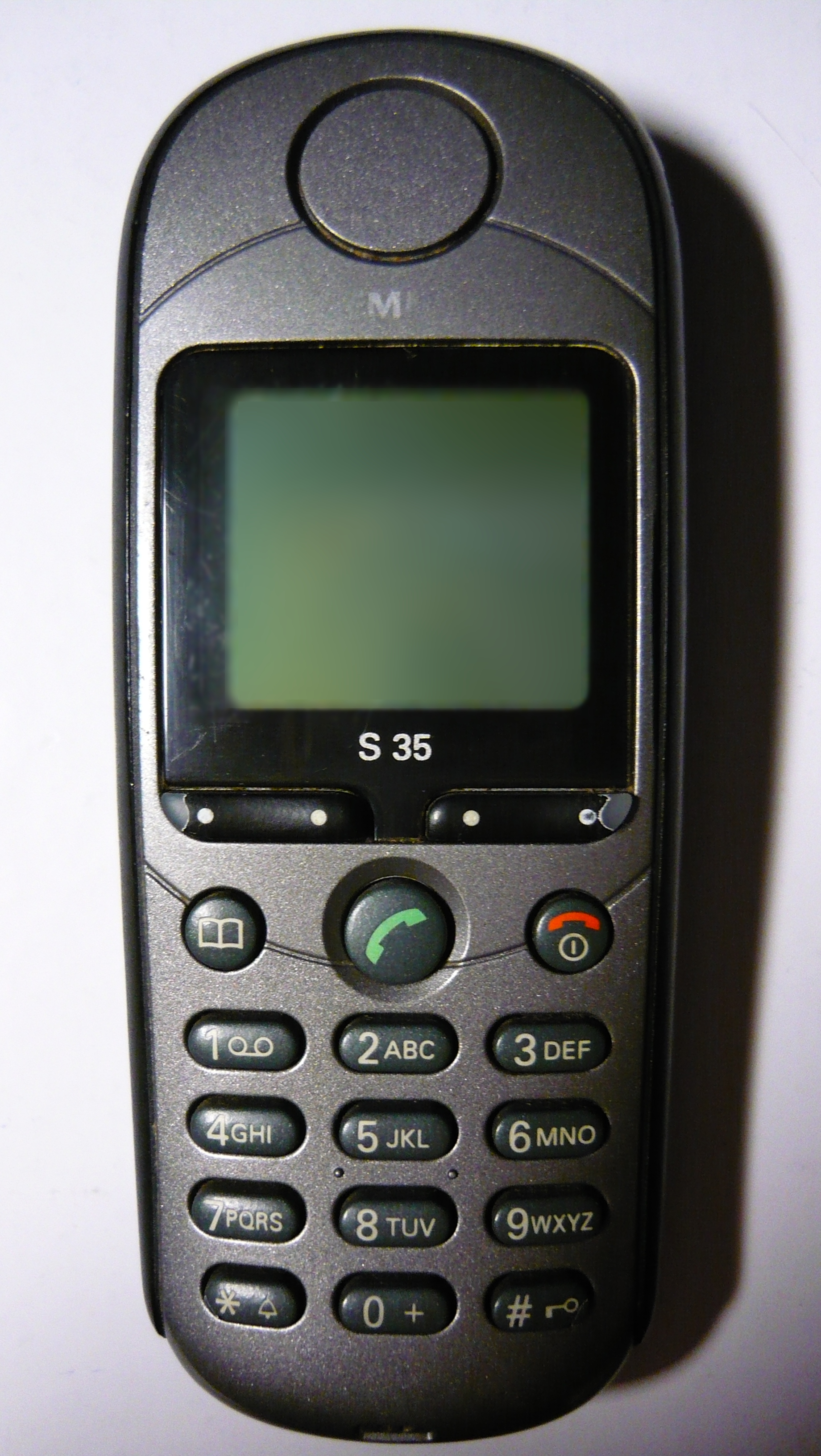
Das Siemens S35 Mobiltelefon aus dem Jahr 2000

Das TopSec GSM basierte auf dem im Jahr 2000 erschienenen Mobiltelefon S35i (Bild) von Siemens Mobile, für das R&S SIT, ein Tochterunternehmen von R&S, ein Verschlüsselungsmodul entwickelte, das in das Telefon integriert wurde. Gedacht war es für den damals aktuellen Mobilfunkstandard der zweiten Generation (2G), früher auch als Groupe Spécial Mobile und dann als Global System for Mobile Communications (GSM) bezeichnet. Das Telefon verwendete eine Ende-zu-Ende-Verschlüsselung mit 128 bit und wurde vom Bundesamt für Sicherheit in der Informationstechnik (BSI) für Gespräche bis zur Stufe VS‑Vertraulich zugelassen.
Einer der ersten Nutzer des TopSec GSM war Bundeskanzler Gerhard Schröder, der es in den Jahren 2004 und 2005 als Dienst-Handy verwendete. Noch vor ihm bekam der damalige Innenminister Otto Schily ein Gerät aus der Vorserie vom Hersteller geschenkt. Das TopSec GSM war vor allem für Behörden und Wirtschaftsunternehmen gedacht, die sich so gegen Spionage schützen sollten. Es war frei erhältlich, konnte also auch von Privatpersonen erworben werden, mit einem Preis von knapp 2500 € allerdings nicht gerade preisgünstig.
Als nachteilig erwies sich später, dass es für das 2G‑Netz konzipiert war und mit den deutlich höheren Datenübertragungsraten ab der dritten Generation (3G) nicht mehr Schritt halten konnte. Das TopSec GSM wurde 2008 durch den Nachfolger namens TopSec Mobile abgelöst.